# Рогаланд
Рогаланд (норв. Rogaland) је округ у југозападном делу Норвешке. Управно седиште округа је град Ставангер. Значајни су и градови Санднес, Хавгерсунд и Егерсунд.
Површина округа Рогаланд је 9.375,91 km², на којој живи око 440 хиљада становника.
Грб Рогаланда потиче из 1974. године и на њему се камени крст из градића Сола, који је подигнут у част Ерлинга Скјалгсона, након његове смрти 1028. године.

## Положај и границе округа
Округ Рогаланд се налази у југозападном делу Норвешке и граничи се са:
- север: округ Хордаланд,
- североисток: округ Источни Агдер,
- исток: округ Западни Агдер,
- југ и запад: Северно море.

## Природни услови
Рогаланд је приморски округ. Већи део округа у источном делу је планински, док је западни приобални, са више долина и мањих равница уз море.
Округ излази на Северно море. Обала је веома разуђена, са мноштвом малих острва и полуострва. У средишњем делу налази се велики фјорд Бокна. Најзначајнија острва су Кармеј, Бокн и Мостереј. У округу постоји и много малих језера.

## Становништво
По подацима из 2010. године на подручју округа Рогаланд живи близу 440 хиљада становника, већином етничких Норвежана.
Округ последњих деценија бележи знатно повећање становништва. У последњих 3 деценије увећање је било за приближно 40%.
Густина насељености - Округ има густину насељености је 47 ст./км², што је 4 пута више од државног просека (12,5 ст./км²). Приобални део округа на западу је много боље насељен него планински део на истоку.

## Подела на општине
Округ Рогаланд је подељен на 26 општина (kommuner).